# Tomáš Sedláček
Tomas Sedlacek, ou Tomáš Sedláček en tchèque, né le 23 janvier 1977 à Roudnice nad Labem, est un économiste et universitaire tchèque. Il est responsable de la stratégie macroéconomique à la banque ČSOB, après avoir été membre du conseil économique national de la République tchèque et conseiller de l'ancien président Václav Havel. Il a notamment rédigé un livre devenu best-seller en République tchèque où il expose une vision hétérodoxe de l'économie, intitulé L'Économie du Bien et du Mal.

### Carrière

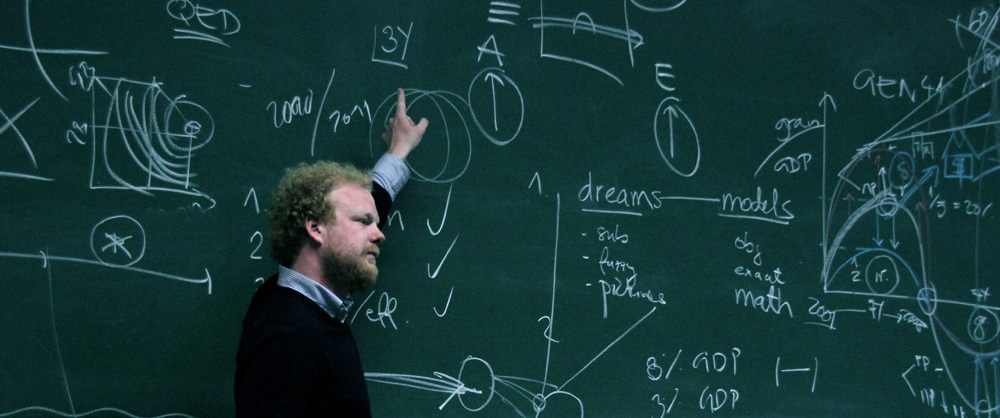
Tomáš Sedláček à l'Université de Bayreuth en 2012

## Travaux

### L'Économie du Bien et du Mal
Publié sous le titre originel de Ekonomie dobra a zla: po stopách lidského tázání od Gilgameše po finanční krizi, L'Économie du Bien et du Mal a été traduit notamment en anglais en 2011, en allemand en 2012 et en français en 2013. Il devient l'un des livres les plus vendus en République tchèque ,. Il s'agit d'une version largement modifiée de la thèse que Sedlacek a défendue à l'Université Charles de Prague, en sciences sociales, qui a toutefois été rejetée par le jury invoquant sa « valeur scientifique discutable ».
Dans ce livre, Sedlacek récuse le point de vue considérant l'économie comme une recherche mathématique dépourvue de valeurs. Il décrit au contraire l'économie comme un phénomène culturel et un produit de notre civilisation entretenant des relations étroites avec la philosophie, la mythologie, la religion, l'anthropologie et les arts. Selon lui, l'économie n'est pas seulement concernée par les modèles mathématiques, mais aussi par les valeurs de la société.
Ce livre traite de l'Histoire de l'économie à travers les siècles de manière large, depuis « l'épopée de Gilgamesh et l'Ancien Testament au début du christianisme, de René Descartes et Adam Smith à Fight Club et Matrix ». Il pose plusieurs questions fondamentales et jugées provocantes : « la croissance économique est-elle l'unique solution? », « sommes-nous dépendants du désir? » ou encore « faire le Bien paie-t-il? »
L'ouvrage a reçu le prix Wald Press Award en 2009.

### Ouvrages originaux
- Ekonomie dobra a zla : po stopách lidského tázání od Gilgameše po finanční krizi, 65. pole, 2009, 270 p. (ISBN 978-80-903944-3-8)
- (cs) Soumrak Homo Economicus, Prague, 65. pole, 2012, 77 p. (ISBN 978-80-87506-07-3) coécrit avec David Orrell

### Ouvrages traduits en français
- Le crépuscule de l'Homo œconomicus [« Soumrak Homo Economicus »], Paris, Exils, 2012, 75 p. (ISBN 978-2-912969-68-2) coécrit avec David Orrell
- L'économie du bien et du mal : la quête du sens économique [« Ekonomie dobra a zla:po stopách lidského tázání od Gilgameše po finanční krizi »]  (trad. du tchèque), Paris, Eyrolles, 2013, 381 p. (ISBN 978-2-212-55543-1, lire en ligne)